# Helmer Key
Carl Axel Helmer Key född 26 april 1864 i Stockholm död 23 april 1939 på Mössebergs sanatorium i Friggeråkers socken, Skaraborgs län, fil. dr, musikvetare, ekonom, och chefredaktör Svenska Dagbladet.

## Biografi
Helmer Key var son till rektorn och skriftställaren Axel Key och Selma Charlotta Godenius, och avlägset släkt med författarinnan Ellen Key. Han studerade vid Uppsala universitet, där han kom i kontakt med de så kallade 90-talisterna, en samling konstnärer och kulturpersonligheter som företrädde en estetisk riktning med konservativa och nationella inslag. Han doktorerade 1894 på en avhandling om den italienske författaren Alessandro Manzoni. Samma år utsågs han till docent i litteraturhistoria.
1897 ombildades Svenska Dagbladet genom en donation av Ernest Thiel, och Key utsågs till dess chefredaktör. Bortsett för år 1908 stannade han på posten till pensioneringen 1934. På grund av Keys kulturella kontakter, utvecklades tidningen i denna riktning, och sökte med kulturen finna vägar till samförstånd mellan höger och vänster. Så småningom började Keys intressen allt mera att kretsa omkring internationell ekonomi, geopolitik och industri, under det att tidningen blev ett konservativt organ.
Vid sidan av sin position som chefredaktör, utförde Key en icke oansenlig komparativ forskning mellan länders och kontinenters näringsliv, och organisationens betydelse för näringslivets framtid. Han uttalade sympatier för kolonialism, eftersom han ansåg att detta uppfyllde ett ömsesidigt behov, och för en storskalig emigration ur Europa.
Key företog 1920 resor i USA och 1928 i Mellanamerika. 1917-1920 var han Publicistklubbens ordförande.
Helmer Key utgör förebild åt dr Doncker i Den allvarsamma leken av Hjalmar Söderberg.